# GU Piscium b

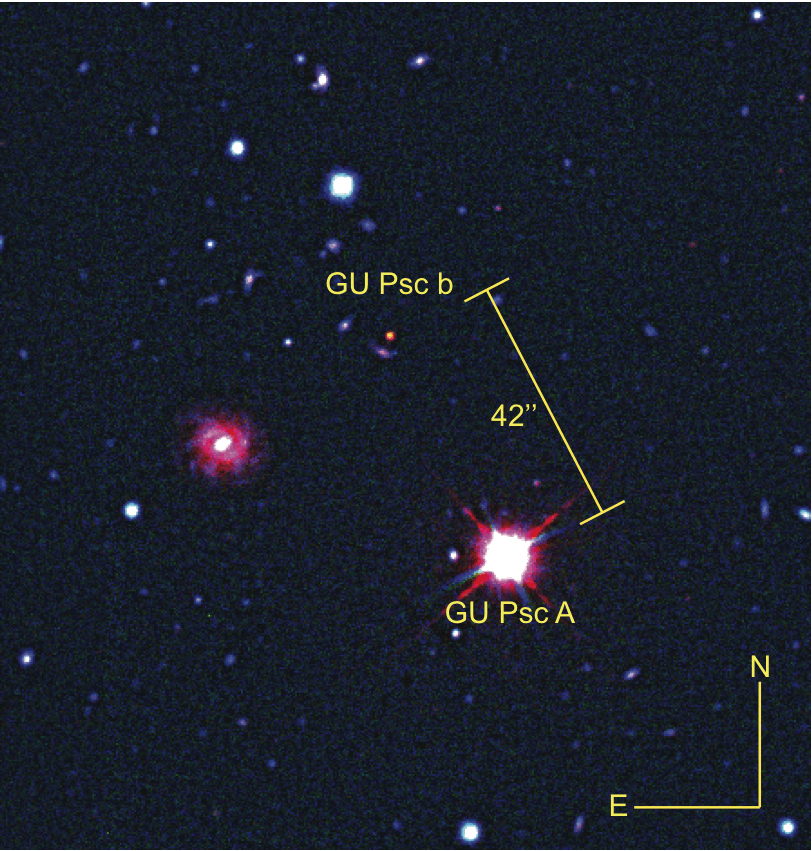
GU Piscium b

GU Piscium b es un exoplaneta que orbita la estrella GU Piscium, con una cantidad extremadamente grande de distancia órbita de 2000 unidades astronómicas, y una separación angular aparente de 42 segundos de arco.
Una revolución orbital alrededor de su estrella madre (que es tres veces menos masiva que el Sol), o "año", toma aproximadamente 80.000 años en completarse.